# Логор Берген-Белзен
Берген-Белзен или скраћено Белзен (њем. Bergen-Belsen) био је нацистички концентрациони логор у близини града Бергена у сјевероисточној Њемачкој. У почетку је служио као логор за ратне заробљенике, међутим, 1943. мијења намјену и постаје концентрациони логор по наредби Хајнриха Химлера. Процјењује се да је између 1943. и 1945. године, око 50.000 совјетских ратних заробљеника и још 50.000 затвореника умрло у логору, првенствено од заразних болести као што је тифус, а што је била последица нехуманих услова и бруталног третмана којим су били изложени затвореници.
Међу жртвама логора били су и чешки сликар Јозеф Чапек, као и једна од најпознатијих жртава Холокауста Ана Франк, и њена сестра Марго.

## Историја
У септембру 1939. успостављен је логор за ратне заробљенике, близу мјеста гдје ће касније бити концентрациони логор. До 1941. године у логору су били смјештени белгијски и француски ратни заробљеници. Од јула 1941. године, када је почела операција Барбароса, па до прољећа 1942. у логор је допремљено око 20.000 совјетских ратних заробљеника, од којих је око 18 000 умрло од глади, смрзавања и заразних болести.
У априлу 1943. Берген-Белзен је постао концентрациони логор, и предан је у надлежност СС команде. Од тада је често називан Звјезданим логором, јер су Јевреји, који су чинили већину затвореника, морали носити жуту давидову звијезду како би их чувари лакше препознали.
Јевреји су у Берген-Белзен довођени како би били размијењени за њемачке цивиле који су били затворени у другим земљама, и имали су бољи третман од затвореника у другим концентрационим логорима током већег дијела рата. Затвореници су углавном били холандски Јевреји. Током дана породицама је допуштано да се састају, што у другим логорима није био случај.
Међутим, у децембру 1944. нови командант логора постао је Јозеф Крамер који је дошао из логора Аушвиц. Након његовог доласка, услови у логору су значајно погоршани, те Берген-Белзен постаје концентрациони логор у правом смислу те ријечи. У логор су 1945. пребачени затвореници из других логора на истоку, због напретка совјетских снага. Ово је довело до претрпаности логора, и до знатног повећања броја људи који су умрли од заразних болести, првенствено од тифуса. У логору, који је првобитно направљен за 10.000 затвореника, у априлу 1945. било је затворено око 60.000 људи. Број умрлих је такође растао, тако да је само у фебруару, марту и априлу 1945. године у логору умрло више од 30.000 људи.

## Ослобађање логора
| „ | Овде на неколико хектара земље леже мртви људи и они који су на самрти. Не можете их разликовати. Живи леже главом окренутом према лешевима, а око њих се креће страшна, сабласна поворка живих мртваца, људи без циља и наде, који немају шта друго да раде, који вам се не могу склонити са пута, који не могу погледати страховите призоре око себе... Овде су и бебе рађане, мале осушене ствари које нису могле преживјети... Једна мајка, у налету лудила, вриштала је на британског стражара да јој да млијеко за бебу, а затим је гурнула мали завежљај у његове руке, након чега је побјегла, страшно плачући. Када је стражар отворио свежањ, видио је бебу која је била мртва данима. Овај дан у Берген-Белзену је најстрашнији дан у мом животу | ” |

Извјештај Ричарда Димблебија, дописника медијске куће BBC, који је био у пратњи британских војника.
Савезничке трупе ослободиле су логор 15. априла 1945. Многи чувари логора су побјегли, притом саботирајући снабдијевање барака водом, тако да је било отежано пружање прве помоћи преживјелим логорашима. Савезници су у логору затекли око 55.000 затвореника, од којих су многи били на самрти због неухрањености и ширења заразних болести. У тренутку доласка савезничких трупа у логору је било и неколико хиљада тијела која нису била сахрањена, чиме је олакшано ширење тифуса и других болести. Преостали чувари и затворско особље су приморани да сахрањују мртве у масовне гробнице. Након тога је логор спаљен до темеља како би се спријечило ширење епидемије тифуса.
Упркос великом напору медицинског особља да помогну преживјелима, од 55.000 људи који су били живи у тренутку ослобађања, следећих мјесеци умрло је још око 14.000 људи. Укупан број људи који су умрли у Берген-Белзену од 1943. до јуна 1945. године процијењен је на 50,000.

## Меморијални центар
Берген-Белзен је пао у заборав након паљења барака и других зграда, чиме је практично цијели логор сравњен са земљом. Роналд Реган је приликом посјете Западној Њемачкој 1985. године, посјетио и мјесто гдје се налазио концентрациони логор, нако чега је изграђен мали документациони центар, који је ускоро постао претијесан за чување архивске грађе.
Комеморативни скуп поводом 60 година од ослобађања логора одржан је 15. априла 2005. На скупу су били присутни преживјели логораши и војници који су учествовали у ослобађању логора.
У октобру 2007. отворен је нови меморијални центар, заједно са великим документационим центром. У оквиру центра налазе се заједнички споменик жртвама, појединачни споменици познатим жртвама, и Кућа Тишине, мјесто за размишљање.